# Шветамбары

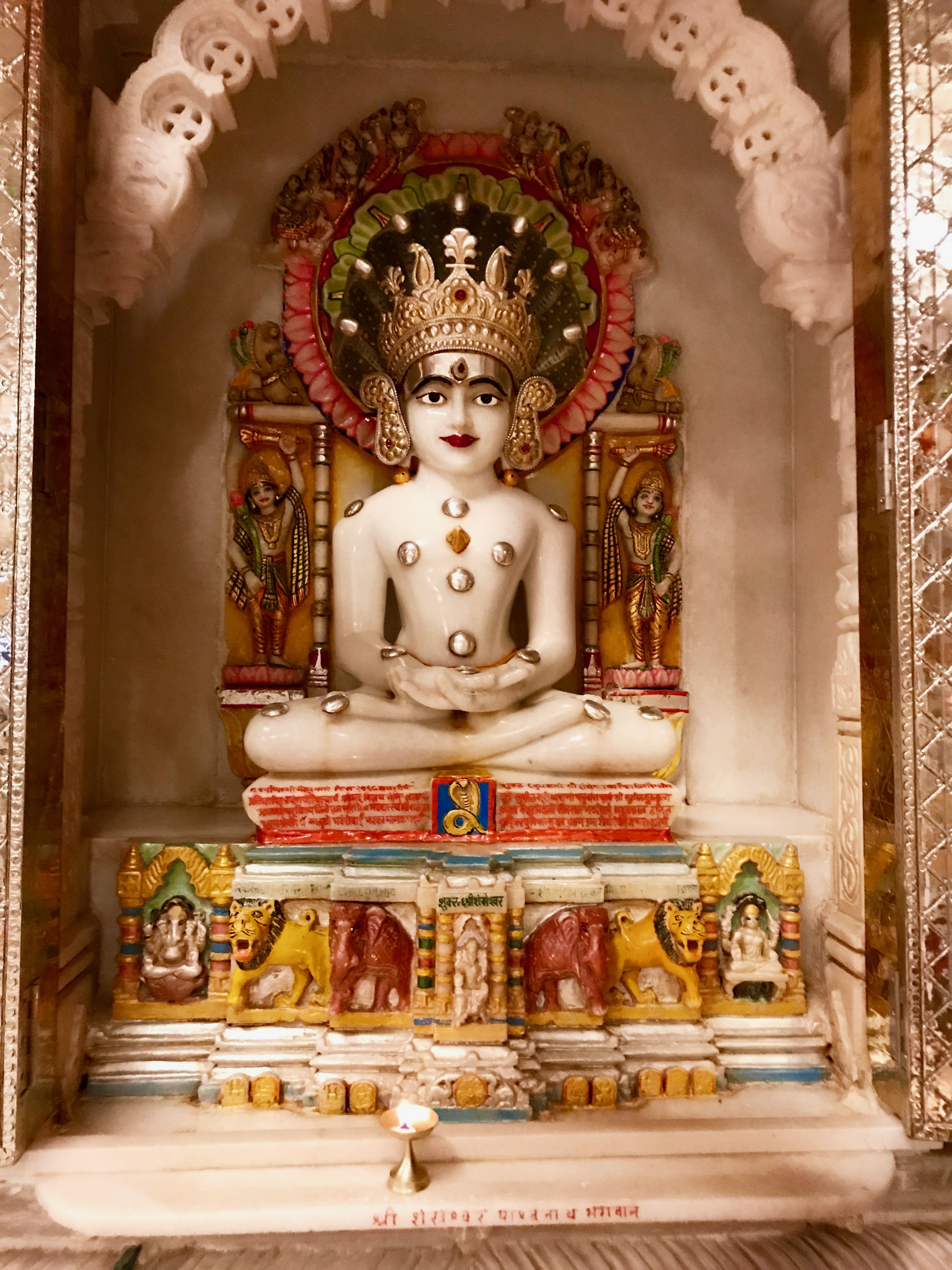

Светамбары  или шветамбары (деванагари: श्वेतांबर, श्वेतपट — «одетые в белое») — одна из двух основных сект джайнизма (представители другой секты называются дигамбары). Монахи-светамбары носят простую белую одежду, в отличие от «одетых в небо» монахов-дигамбаров, которые ходят нагими. Светамбары не верят в то, что аскеты должны ходить голыми. Их воззрения допускают принятие женщин в монахини и признают их способными достигнуть мокши. Светамбары утверждают, что 19-м тиртханкарой по имени Малинатха была женщина.
Светамбары считают священные тексты джайнов изначальным учением, и в меньшей степени, чем дигамбары, изнуряют себя аскетизмом. При обряде посвящения в монахи светамбары сбривают волосы с головы кандидата.
На 2006 год насчитывалось 2510 монахов-светамбаров и 10 228 монахинь.
Среди светамбаров существует разделение на тех, кто чтит изображения в храмах (муртипуджакы), и тех, кто отказывается это делать (стханаквасы и терапантхы). Последние два направления возникли в результате реформаторского движения: первая в 1476 году, вторая — в 1760-м.
Некоторые монахи-светамбары прикрывают свой рот белой тканью — мухапатти, чтобы практиковать ахимсу даже тогда, когда они разговаривают. Таким образом уменьшая риск попадания мелких насекомых в рот. 